# Дренов
Дрено́в (болг. Дренов) — село в Ловецькій області Болгарії. Входить до складу общини Ловеч.

## Населення
За даними перепису населення 2011 року у селі проживали 302 особи.
Національний склад населення села:
| Національність   | Кількість осіб | Відсоток |
| ---------------- | -------------- | -------- |
| болгари          | 279            | 94,3%    |
| цигани           | 0              | 0%       |
| не визначились   | 16             | 5,4%     |
| Всього відповіли | 296            |          |

Розподіл населення за віком у 2011 році:
Динаміка населення: